# Jamgön Kongtrül Lodrö Thaye
| Tibetische Bezeichnung                               |
| ---------------------------------------------------- |
| Wylie-Transliteration: Kong-sprul Yon-tan rGya-mtsho |
| Andere Schreibweisen: Kongtrül Yönten Gyatsho        |
| Chinesische Bezeichnung                              |
| Vereinfacht: 工珠•云登加措                           |
| Pinyin:Gongzhu Yundeng Jiacuo                        |

Jamgön Kongtrül Lodrö Thaye (tib.: 'jam mgon kong sprul blo gros mtha' yas; geb. 1813 in Dêgê, Kham; gest. 1899) war mit Jamyang Khyentse Wangpo und Choggyur Lingpa Gründer der Rime-Bewegung des tibetischen Buddhismus. Er war einer der bedeutendsten Enzyklopädisten Tibets. Er war der 1. Jamgön Kongtrül.

## Geburt und Kindheit
Jamgön Kongtrül Lodrö Thaye, nachfolgend Kongtrül genannt, wurde am 2. Dezember 1813 in dem zum Königreich Dêgê gehörenden, unterhalb des heiligen Ortes Pema Lhatse (tib.: padma lha rtse) gelegenen Tal Ronggyab (tib.: rong rgyab) geboren. Er wuchs in dem ansonsten kinderlosen Haushalt des Bön-Priesters Sönam Phel (tib.:  bsod nams 'phel) und dessen Ehefrau Trashi Tsho (tib.: bkra shis 'tsho) auf. Trashi Tsho war seine leibliche Mutter.
Sein leiblicher Vater war der Bön-Lehrer Khyungpo Lama Yungdrung Tendzin (tib.: khyung po bla ma g.yung drung btsan 'dzin), zu dem der Knabe bis zu dessen frühen Tod im Jahre 1819 ein inniges Verhältnis hatte.
Ab dem 5. Lebensjahr unterrichtete ihn sein Ziehvater Sönam Phel im Lesen und Schreiben. Die mit körperlichen Züchtigungen verbundenen strengen Erziehungsmethoden des Ziehvaters versetzten das Kind früh in schwere geistige Nöte. Vom Ziehvater wurde Kongtrül auch in die Bön-Lehren und deren Ritualwesen eingeführt.
Nach dem Thronverzicht des Dege-Königs Tshewang Dorje Rigdzin (tib.: tshe dbang rdo rje rig 'dzin) im Jahre 1826 kam es in Dege zu einem Wechsel in der Beamtenschaft. Die neu ernannten Beamten unterdrückten die Nomaden ihres Machtbereiches durch überhöhte Steuerforderungen und Gewalttaten. In den daraus resultierenden Unruhen wurden alle Familien von Ronggyab enteignet. Kongtrüls Ziehvater wurde eingekerkert. Die mittellose Mutter forderte den Knaben auf, in ein Kloster einzutreten.
Kongtrül befolgte diese Anweisung nicht und reiste zum Chöde Phodrang, wo sein Ziehvater eingekerkert war. Offenbar wollte er sich dort um seinen inhaftierten Ziehvater kümmern. Kongtrül arbeitete zunächst als Sekretär des Gouverneurs Khangsar Tshephel (tib.: khang gsar tshe 'phel).

## Eintritt in das Kloster Shechen und erste Studien
Der Gouverneur Tshephel erkannte früh die außerordentlichen geistigen Begabungen des Knaben und schickte ihn, nach dem Tod des Ziehvaters, im Jahre 1828 zur Ausbildung in das 1735 gegründete, zur Nyingma-Schule gehörende Kloster Shechen. Hier legte Kongtrül das erste Mönchsgelübde ab und begann sein Studium mit dem Erlernen der Sinotibetischen Divinationenskalkulationen.
Hieran schlossen sich Studien zur tibetischen Grammatik, Poetik und das Erlernen der Sanskrit-Sprache an. Sein Sanskrit-Studium war so erfolgreich, dass er in Shechen eine Beispielsammlung zur Sanskritgrammatik verfasste, die später auch gedruckt wurde. Zum Studium in Shechen gehörte ab 1830 auch die Einführung in verschiedene Meditationspraktiken der Nyingma-Schule. 1832 legte Kongtrül in Shechen das zweite Mönchsgelübde ab.

## Übersiedlung nach Pelpung Thubten Chökhor Ling
Im Frühjahr 1833 verließ Kongtrül auf Geheiß des Gouverneurs Tshephel das Kloster Shechen und siedelte zum Kagyü-Kloster Pelpung Thubten Chökhor Ling über, wo er dem Gouverneur bei der Errichtung von neuen Mönchsunterkünften behilflich sein sollte.
In Pelpung setzte Kongtrül sein Studium mit einer Einführung in die tibetische Astronomie fort. Nach der Errichtung der Mönchsunterkünfte reiste der Gouverneur wieder ab. Kongtrül aber wurde angewiesen, nun dauerhaft in Pelpung zu bleiben und das zweite Mönchsgelübte erneut, nunmehr in der Tradition der Kagyü-Schule, abzulegen. Dies wurde am 17. November 1833 trotz der Einwände Kongtrüls in Anwesenheit des 9. Tai Situ Pema Nyinche Wangpo (tib.: padma nyin byed dbang po) vollzogen.
Kongtrüls überragende geistige Fähigkeiten hatten offenbar die Würdenträger des Klosters Pelpung und den 9. Tai Situ stark beeindruckt. Noch im Jahre 1833 wurde er vom 9. Tai Situ als Reinkarnation des Kongpo Bamteng Trülku (tib.: kong po bam steng sprul sku) anerkannt. Die folgenden Jahre verbrachte Kongtrül damit, sich in die geistigen Meditationsübungen der Kagyü-Schule zu versenken.

## Berufung zum Sanskrit Lehrer des Karmapa Thegchog Dorje
Im Jahre 1836 bereiste der 14. Karmapa Thegchog Dorje (tib.:  theg mchog rdo rje) (1798–1868) die Karmapa-Klöster in Kham, wobei ihm von den außerordentlichen Sanskrit-Kenntnissen des Kongtrül berichtet wurde. Dem anschließenden Ruf, als Sanskrit-Lehrer des Karmapa tätig zu sein, musste Kongtrül Folge leisten und seine Meditationsübungen unterbrechen. In den folgenden Jahren (bis 1838) begleitete Kongtrül den Karmapa als dessen Lehrer. 1839 kehrte er nach Pelpung zurück.

## Lehrtätigkeit in Pelpung und Übersiedlung ins Bergkloster
Nach seiner Rückkehr nach Pelpung setzte Kongtrül für einige Monate seine unterbrochenen intensiven meditativen Übungen fort. Dann erreichte ihn der Auftrag des Tai Situ, in Pelpung als Lehrer tätig zu sein. Die folgenden drei Jahre unterrichtete Kongtrül Sanskrit, Metrik, tibetische Grammatik, Poetik und tibetische Astronomie. Daneben brachte er vielen jungen Mönchen das Lesen und Schreiben bei.
Im Jahre 1840 und im darauffolgenden Jahr kam es zu ersten Begegnungen mit dem damals nur 20 Jahre alten Jamyang Khyentse Wangpo (1820–1892), der nach Pelpung kam, um bei Kongtrül Sanskrit zu studieren. Dies war der Anfang einer Zusammenarbeit zwischen den beiden größten buddhistischen Gelehrten Osttibets des 19. Jahrhunderts, die die Entwicklung des tibetischen Buddhismus in Osttibet nachhaltig verändern sollte.
Anfang Februar 1842 erkrankte der Gouverneur Tsephel, Kongtrüls langjähriger Gönner, schwer und verstarb einen Monat später. Kurz danach, am 11. April 1842 wurde Kongtrül von einer ernsthaften Erkrankung betroffen, so dass er glaubte, dem Tod nahe zu sein. In dieser Situation beschloss er, seine Lehrtätigkeit einzustellen und sich für drei Jahre in eine verlassene und verfallene, einsame Bergeinsiedelei (tib.: yang khrod) oberhalb von Pelpung zur Meditation zurückzuziehen. Der nun folgende Aufenthalt in der Bergeinsiedelei Künsang Dechen Ösel Ling (tib.: kun bzang bde chen 'od gsal gling), wo er inmitten von Ruinen in einer provisorisch errichteten Hütte lebte und meditierte, wurde nur von wenigen kurzen Besuchen in Pelpung und in dem oberhalb von Pelpung gelegenen Bergkloster Lingtö (tib.: gling stod) unterbrochen. Bei einem dieser Kurzaufenthalte im Jahre 1842 ereignete sich ein großes Erdbeben, welches das Gebiet zwischen Horkhog (tib.: hor khog), Rudam (tib.: ru dam) und Lingtshang (tib.: gling tshang) schwer verwüstete. In Kongtrüls Heimat wurde das Haus seiner Mutter völlig zerstört, so dass diese 1843 in die Bergeinsiedelei übersiedelte und dort bis zu ihrem Tod blieb.

## Reise nach Gyelrong
Nach der Beendigung seiner Meditationsklausur erhielt Kongtrül von Tai Situ den Auftrag, nach Gyelrong (tib. rgyal rong) zu reisen, um dort einen Streit zwischen den Mönchen und dem obersten Geistlichen eines im Königreich Sogmo gelegenen Klosters zu schlichten. Die äußerst gefährliche, erfolgreich durchgeführte Reise nahm drei Jahre in Anspruch.

## Tätigkeit als tantrischer Lehrmeister und Zusammenarbeit in der Rime-Bewegung
Mit der Rückkehr nach Pelpung, wo er vornehmlich in seinem einsamen Bergkloster lebte, begann wiederum eine Zeit intensiver Meditationsübungen. Gleichzeitig begann er nun, tantrische Lehren und Meditationspraktiken an andere weiterzugeben.
In den Folgejahren intensivierten sich durch wechselseitige Besuche die persönlichen und spirituellen Kontakte zu Jamyang Khyentse Wangpo, der sich zu einem der führenden Vertreter der Rime-Bewegung entwickelt hatte.
Diese Bewegung forderte die Angehörigen der verschiedenen buddhistischen Schulen Tibets dazu auf, sich nicht wechselseitig Unreinheit und mangelnde Ursprünglichkeit der jeweiligen Lehren vorzuwerfen, sondern den tibetischen Buddhismus über alle Schulgrenzen hinweg in der Gesamtheit seiner überlieferten Vielfalt zu akzeptieren und zu praktizieren. Kongtrül hatte sich schon im Jahre 1842 für die Umsetzung dieser Forderung ausgesprochen. Angeführt von Jamyang Khyentse Wangpo, Kongtrül und dem berühmten Schatzfinder Choggyur Lingpa praktizierten die Anhänger der Rime-Bewegung des 19. Jahrhunderts intensiv den Austausch von Überlieferungslinien, Kult- und Meditationspraktiken verschiedener Schulen. Dies sollte die religiösen Aktivitäten in Osttibet in der 2. Hälfte des 19. Jahrhunderts nachhaltig prägen.
Im Winter 1853/54 erkrankte Kongtrül an einer Augenkrankheit, die ihn viele Jahre lang peinigen sollte. Gleichwohl begann er im Sommer 1854 mit einer Zusammenstellung von etwa 13 Tantra-Zyklen der Kagyü-Schule, die er zu einer Werksammlung zusammenfasste. Diese von Kongtrül edierte Textsammlung wurde als Kagyü Ngadzö (tib.: bka' brgyud sngags mdzod)"Schatzsammlung der Tantras der Kagyü-Schule" bekannt.
Schon in seiner Jugendzeit hatte Kongtrül zu verschiedenen kleinen Terma-Texten der Nyingma-Schule Worttraditionen (tib. lung) und Weihen (tib.: dbang) etc. erhalten. Dabei war ihm klar geworden, dass die Kultweitergabe dieser nicht in den großen Terma-Zyklen überlieferten Werke äußerst bedroht war. Gegen Ende des Jahres 1855 überlegte er, ob es nicht sinnvoll sei, diese kleineren Terma-Texte mit noch bestehender kontinuierlicher Kulttradition in einer Werksammlung zusammenzufassen. Als er diese Überlegung Jamyang Khyentse Wangpo vortrug, stimmte dieser sofort zu und erklärte sich bereit, eine Sammlung von vier Bänden solcher Terma-Texte beizusteuern. Kongtrül ließ zunächst in seinem Bergkloster von drei Schreibern das ihm zugängliche Textmaterial zusammenzustellen. Das Ergebnis waren eine in zehn Bände zusammengefasste Textsammlung, die Kongtrül eigenhändig korrigierte und der er den Titel Terthreng (tib.: gter phreng) „Kette von Schatztexten“ gab. Dies war die Keimzelle der viele Jahre später fertiggestellten, großen und berühmten Werksammlung Rinchen Terdzö (tib.:  rin chen gter mdzod; „Schatzsammlung der kostbaren, wiedergefundenen Texte“). Diese Sammlung umfasste in der Druckausgabe des Klosters Pelpung 60 oder 61 Bände.
1857 kam es zu einer ersten Begegnung mit dem großen Entdecker verborgener Texte (Tertön) der Nyingma-Schule Choggyur Lingpa. In den ersten Monaten des gleichen Jahres nahmen Kongtrül und Jamyang Khyentse Wangpo an einer Zeremonie der Auffindung von Schatztexten durch Choggyur Lingpa teil. Die Zeremonie des Auffindens des Schatzplatzes und der Eröffnung des Schatzes nahm mehr als eine Woche in Anspruch. Danach kehrte Kongtrül nach Pelpung zurück. Er war völlig davon überzeugt worden, dass die Praxis der Auffindung von Terma-Texten und heiligen Gegenständen glaubwürdig waren.

## Reise nach Zentraltibet
Am 13. Juni 1853 starb der 9. Tai Situ im Kloster Pelpung. 1855 war in Pelpung die Nachricht eingetroffen, dass der 10. Tai Situ in Namtshokha geboren und vom 14. Karmapa anerkannt worden sei. Der zehnte Tai Situ wurde als Sohn einer Bauernfamilie geboren, die dem Kloster Trashilhünpo unterstand. Kongtrül wurde die ehrenvolle Aufgabe übertragen, den 10. Tai Situ mit seinen Eltern nach Pelpung zu geleiten. 1857 brach Kongtrül zu dieser Reise auf, wobei er von einer großen Delegation begleitet wurde. Kongtrül nutzte diese Reise nach Zentraltibet zum Besuch zahlreicher heiliger Stätte. Am 6. November 1858 wurde der 10. Tai Situ in Pelpung feierlich empfangen.

## Ausbau der Bergeinsiedelei Künsang Dechen Ösel Ling
In den ersten fünfzehn Jahren des Aufenthaltes von Kongtrül in der Bergeinsiedelei Künsang Dechen Ösel Ling war ein Teil der zerfallenen Baulichkeiten wiederhergerichtet worden. Denn es war für Kongtrül im Laufe der Zeit unvermeidlich gewesen, Räumlichkeiten für Schreiber, Meditierende und Schüler und für sich selbst zu schaffen. Im Mai 1859 wurde mit dem Bau eines großen Tempels begonnen. Die Finanzierung des Baus hatte das Kloster Pelpung übernommen. Da die Finanzierung der Nebengebäude und der Inneneinrichtung des Tempels von Kongtrül zu übernehmen war, reiste dieser erfolgreich zur Spendensammlung zu verschiedenen Adelshäusern. Am Ende von Kongtrüls Leben umfasste das Bergkloster acht verschiedene Tempel und war somit gleichsam zu einem großen Kloster aufgewachsen.

## Krieg mit Nyagrong
Im Jahre 1861 begannen die ersten gegen Dege gerichteten Einfälle von Truppen aus Nyagrong. Das Leben in Pelpung und in Kongtrüls Bergkloster wurde zunächst davon nicht betroffen.
1862 begann Kongtrül mit der Abfassung der Enzyklopädie Shecha Künkhyab Dzö (tib.: shes bya kun khyab mdzod) „Schatzsammlung, die alles Wissenswerte enthält“. Dieses Werk erweiterte er auf den Rat von Jamyang Khyentse Wangpo hin um einen großen Kommentar. Die Arbeiten dazu wurden von Kongtrül am 11. Mai 1864 abgeschlossen. Kongtrül hatte damit das umfangreichste Werk der tibetischen enzyklopädischen Literatur geschaffen, in dem er den tibetischen Buddhismus mit allen seinen Schulen systematisch darstellte und auch die tibetischen Wissenschaften in ihrer geschichtlichen Entwicklung abhandelte.
Ab 1863 wurde Kongtrül in den Strudel der kriegerischen Auseinandersetzungen mit Nyagrong hineingezogen. Die erste schlimme Nachricht, dass die Truppen von Nyagrong das Kloster Dege Gönchen (tib.: sde dge dgon chen), welches auch als Sitz der Königsfamilie diente, eingenommen hatten, erreichte Kongtrül zu Beginn des Jahres 1863. Wenig später wurden die Königin von Dege und ihre beiden Söhne von den Truppen aus Nyagrong gefangen genommen. Zudem rückte nun von Westen eine zentraltibetische Streitmacht unter dem Minister Phulungba heran. Kongtrül schlug sich auf die Seite der zentraltibetischen Armee, die er mit Ritualen und Vorhersagen über die Richtung der feindlichen Angriffe unterstützte. Mit der Eroberung der Festung von Nyagrong im September/Oktober 1865 wurde der Krieg für die zentraltibetischen Truppen erfolgreich beendet.
Kongtrül wurde für sein Engagement fürstlich belohnt. Seinem Bergkloster wurden ein Landgut und diverse Nomadengebiete zugesprochen. Gleichzeitig wurde das Kloster Pelpung verpflichtet, die permanente Versorgung des Bergklosters mit Nahrungsmitteln sicherzustellen.

## Aktivitäten bis zum Lebensende
Im letzten Drittel seines Lebens war Kongtrül rastlos mit der Fertigstellung seiner literarischen Sammlungen beschäftigt. 1871 fasste er den Plan, die grundlegenden Texte der acht wichtigsten buddhistischen Schulen Tibets in einer Werksammlung zusammenzustellen und zu veröffentlichen. Das Ergebnis war die große Werksammlung Damngag Dzö (tib.: gdams ngag mdzod) „Schatzsammlung der Unterweisungen“, deren Fertigstellung Kongtrül noch 1893 beschäftigte.
Besondere Aufmerksamkeit widmete Kongtrül in diesem Lebensabschnitt der Pflege des Kultes heiliger Orte. Dies umfasste folgendes: 1. Die Auffindung und Eröffnung von heiligen Stätten mittels Entdeckung heiliger Texte und Gegenstände. 2. Die Errichtung von Tempeln an diesen heiligen Orten. 3. Die Durchführung von Meditationen und großen Opferzeremonien an diesen Stätten. 4. Die Ausrichtung von periodisch durchgeführten Wallfahrten.
Überschattet wurde Kongtrüls Lebensabend durch ein Zerwürfnis mit dem Kloster Pelpung, das er in den Jahren 1873–1885, von einer Ausnahme abgesehen, nicht mehr betrat. Erst nach dem Tod des 10. Tai Situ im Jahre 1885 wurde die alte Verbindung zwischen Kongtrül und Pelpung wiederhergestellt.
Kongtrül starb am 29. Dezember des Jahres 1899 im Alter von 86 Jahren.

## Werke
Die Summe seines literarischen Schaffens liegt uns mit den "Fünf Schatzsammlungen" (tib.: mdzod lnga) genannten Werken vor:
1. „Shecha Künkhyab Dzö“ (tib.: shes bya kun khyab mdzod; „Schatzsammlung, die alles Wissenswerte enthält“).
2. „Damngag Dzö“ (tib.: gdams ngag mdzod; „Schatzsammlung der Unterweisungen“).
3. „Rinchen Terdzö“ (tib.: rin chen gter mdzod; „Schatzsammlung der kostbaren, wiedergefundenen Texte“).
4. „Kagyü Ngadzö“ (tib.: bka' brgyud sngags mdzod; „Schatzsammlung der Tantras der Kagyü-Schule“).
5. „Gyachen Kadzö“ (tib.: rgya chen bka' mdzod; „Schatzsammlung der Worte“, d. s. die gesammelten eigenen Schriften Kongtrüls).

## Übersetzte Ausgaben
- Jamgon Kongtrul: Der große Pfad des Erwachens. Theseus Verlag, Berlin 1996, ISBN 3-89620-097-6
- Jamgon Kongtrul, Richard Barron: The Autobiography of Jamgon Kongtrul. A Gem of Many Colors. Snow Lion Publications, Ithaca 2003, ISBN 1-55939-184-7 (Tsadra Foundation Series Book)
- Jamgon Kongtrul, Ngawang Zangpo: Enthronement. The Recognition of the Reincarnate Masters of Tibet and the Himalayas. Snow Lion Publications, Ithaca 1997, ISBN 1-55939-083-2
- Jamgon Kongtrul: The Teacher-Student Relationship. Snow Lion Publications, Ithaca 1999, ISBN 1-55939-096-4
- Jamgon Kongtrul: Buddhist Ethics (Treasury of Knowledge). Snow Lion Publications, Ithaca 2003, ISBN 1-55939-191-X
- Jamgon Kongtrul: Myriad Worlds (Treasury of Knowledge). Snow Lion Publications, Ithaca 2003, ISBN 1-55939-188-X
- Jamgon Kongtrul: Treasury of Knowledge Book 6, Systems of Buddhist Tantra. Snow Lion Publications, Ithaca 2005, ISBN 1-55939-210-X
- Jamgon Kongtrul: Cloudless Sky: The Mahamudra Path of the Tibetan Buddhist Kagyu School. Shambhala Publications, Boston 2001, ISBN 1-57062-604-9
- Jamgon Kongtrul: Creation & Completion: Essential Points of Tantric Meditation. Wisdom Publications, Somerville 2002, ISBN 0-86171-312-5